# 45-й егерский полк
45-й егерский полк — пехотный (егерский) полк Русской императорской армии, существовавший в 1810—1834 годах.

## Формирование полка
Сформирован 19 октября 1810 г. из Пензенского мушкетёрского полка (сформированного в 1805 г.). 16 июля 1819 г. переименован в 44-й егерский. По упразднении егерских полков в 1834 г. батальоны полка были преобразованы в Черноморские линейные батальоны № 5, № 6 и № 7. Из Черноморского линейного № 6 батальона после нескольких переименований и преобразований 1 октября 1910 г. был образован 187-й пехотный Аварский полк, в котором было сохранено старшинство 45-го егерского полка; из Черноморского батальона № 5 впоследствии был образован 203-й пехотный Сухумский полк, а батальон № 7 17 апреля 1856 г. поступил на формирование Севастопольского пехотного полка.
Существует другая, неофициальная, версия расформирования и преемственности полка, высказанная Г. С. Габаевым и Клизовским. Согласно их данным, в начале 1820-х гг. полк был переименован в 15-й егерский. В 1825 г. прежнее название полку возвращено не было, и он, оставаясь 15-м егерским, был упразднён в 1833 г., а его батальоны были присоединены к Алексопольскому полку; в 1863 г. вторая половина последнего была выделена на формирование Коломенского полка, в котором и было сохранено старшинство 45-го (44-го) егерского полка.

## Кампании полка
Во время Отечественной войны полк числился в 22-й пехотной дивизии 1-го корпуса Ланжерона, затем был переведён в 3-й корпус Дунайской армии, в составе которой сражался с французами.
С начала 1820-х гг. полк располагался на Кавказе, в Абхазии, и неоднократно был в делах с горцами, во время русско-турецкой войны 1828—1829 гг. полк охранял кавказское побережья Чёрного моря, где с особым успехом разгромил турецкие завалы при Лимани.

## Знаки отличия полка
Из знаков отличия 45-й (44-й) егерский полк имел простое знамя с особой надписью «За отличие в войнах с Персиею 1826—1828 гг. и Турциею 1828—1829 гг.», пожалованное 22 сентября 1830 г.; при поступлении Черноморских батальонов на формирование Аварского, Сухумского и Севастопольского полков, последним было пожаловано полковое Георгиевское знамя с этой надписью. Также 45-й (44-й) егерский полк имел две серебряные Георгиевские трубы, пожалованные 22 сентября 1830 г.; эти трубы были оставлены по одной в Черноморских батальонах № 5 и № 6 и впоследствии находились в Аварском и Сухумском полках.

## Шефы
- 19.10.1810 — 01.09.1814 — генерал-майор Желтухин, Сергей Фёдорович

## Командиры
- 19.10.1810 — 29.04.1811 — майор Милютинов
- 29.04.1811 — 24.08.1811 — майор Тугучев, Афанасий Васильевич
- 24.08.1811 — 03.11.1811 — полковник Рот, Логгин Осипович
- 03.11.1811 — 16.04.1812 — майор Тугучев, Афанасий Васильевич
- 16.04.1812 — 03.09.1813 — подполковник Велентий, Иван Лукич
- 03.09.1813 — 04.11.1819 — подполковник (с 06.10.1814 полковник) Пригара, Павел Онуфриевич
- 04.11.1819 — 22.05.1820[1] — полковник Пузыревский, Иван Онуфриевич
- 22.05.1820 — 25.03.1828 — подполковник (с 09.03.1822 полковник) князь Абхазов, Иван Николаевич
- 10.08.1828 — 30.03.1834 — подполковник (с 15.02.1829 полковник) Пацовский, Андрей Григорьевич

## Известные люди, служившие в полку
- Берстель, Александр Карлович — декабрист, участник Кавказской войны
- Булгари, Николай Яковлевич — декабрист
- Вольф, Христиан-Фердинанд Богданович — военный врач, декабрист
- Погоский, Александр Фомич — писатель, издатель

### Вымышленные персонажи
- Сергей Сергеевич Скалозуб, персонаж комедии А. С. Грибоедова «Горе от ума», в 1813 году служил в 45-м егерском полку вместе со своим братом и был награждён за участие в боях:

Скалозуб
В тринадцатом году мы отличались с братом

В тридцатом егерском, а после в сорок пятом.
Фамусов
Да, счастье, у кого есть эдакий сынок!

Имеет, кажется, в петличке орденок?
Скалозуб
За третье августа; засели мы в траншею:

Ему дан с бантом, мне на шею.